# Kritika (Notia Kerkyra)
Kritika (griechisch Κρητικά (n. pl.)) ist ein Dorf im Südosten der griechischen Insel Korfu. Es gehört zum Stadtbezirk Neochori des Gemeindebezirks Lefkimmi in der Gemeinde Notia Kerkyra und zählt 453 Einwohner. Kritika wurde im 16. Jahrhundert von Kretern gegründet.